# Augsburg-Bismarckviertel

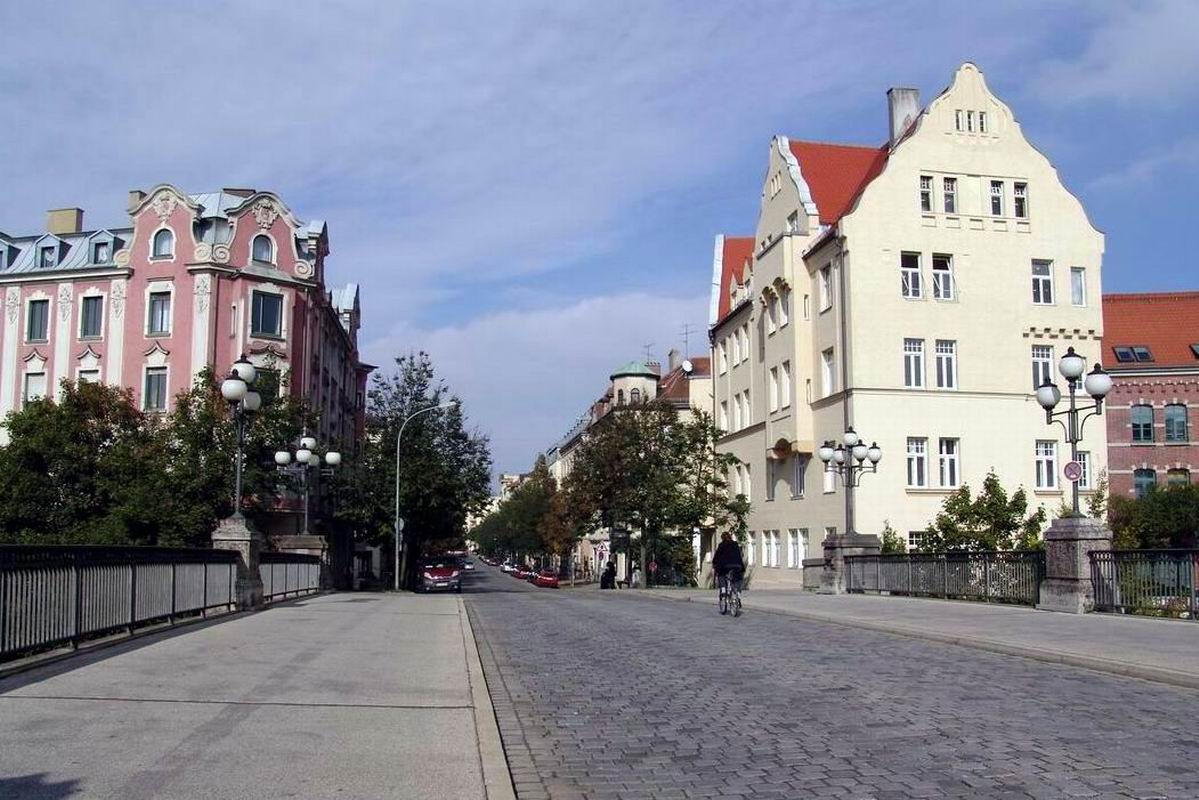
Blick von der Bismarckbrücke in nördliche Richtung

Das Bismarckviertel ist ein Stadtteil von Augsburg. Es ist Teil des 3. Stadtbezirks Bahnhofs- und Bismarckviertel und gehört zum Planungsraum Augsburg-Innenstadt.

## Geografische Lage
Begrenzt wird das Augsburger Bismarckviertel
- im Norden durch die Achse Stettenstraße-Eserwallstraße,
- im Osten durch die Haunstetter Straße,
- im Süden durch die Bahnlinie Augsburg–München,
- im Westen durch die Bahnlinie Augsburg–Lindau.

## Geschichte des Bismarckviertels
Das Augsburger Bismarckviertel entstand im letzten Jahrzehnt des 19. Jahrhunderts als zentrumsnahes bürgerliches Wohnviertel außerhalb der Altstadt. Es ist Teil der ersten größeren Stadterweiterung nach Aufhebung der Festungseigenschaft Augsburgs im Jahre 1860 und der nachfolgenden Niederlegung der westlichen Stadtbefestigung im Jahre 1867. Die Namensgebung des Bismarckviertels geht auf einen Besuch Otto von Bismarcks in Augsburg im Jahre 1892 zurück.
Ausgangspunkt der Entstehung ist die ab 1891 angelegte Bismarckstraße, die als Allee vom Eserwall in Richtung auf das nördliche Hauptgebäude der damaligen Infanteriekaserne führt. Bebaut ist die Bismarckstraße mit repräsentativen Mietshäusern im zeittypischen Stil des Historismus, die im so genannten „offenen System“ errichtet wurden, d. h. mit hinreichend großen Abständen zwischen den einzelnen Gebäuden als Zugang zu den Hinterhöfen.
In weiteren Bereichen des Bismarckviertels finden sich zudem Ensembles anderer Stilrichtungen. So errichtete der schillernde Augsburger Architekt Karl Albert Gollwitzer in der Alpenstraße einen Gebäudekomplex in dem für ihn typischen orientalisierenden Stil. Die Bebauung der Lessingstraße Anfang des 20. Jahrhunderts (Erstbezug: Herbst 1910) in einem historisierenden Baustil beruht auf Plänen des Architekten Adam Keller. Fälschlicherweise wird die aus 24 eleganten Häusern bestehende Straße, die heute unter Ensemble-Schutz steht, häufig der Gartenstadtbewegung zugeordnet; tatsächlich aber fehlen dafür wesentliche Merkmale (Gemeinschaftseigentum, Bewohnerstruktur).
Das Bismarckviertel war jahrzehntelang ähnlich dem Beethoven- und dem Bahnhofsviertel ein bevorzugtes Wohnviertel jüdischer Mitbürger. Während der Zeit des Dritten Reiches flohen die meisten Familien jüdischen Glaubens jedoch vor dem Rassenwahn der Nationalsozialisten ins Ausland oder wurden aus ihren Häusern vertrieben.
Aufgrund seiner Lage an der Bahnlinie Augsburg–München wurde auch das Bismarckviertel im Zweiten Weltkrieg durch Bombenangriffe in Mitleidenschaft gezogen. Die solide Bausubstanz der Häuser und ihre Errichtung im offenen System konnten Totalverluste jedoch weitgehend verhindern.

## Bismarckviertel heute
Das Augsburger Bismarckviertel hat sich seit seinem Wiederaufbau nach Ende des Zweiten Weltkrieges zu einem der beliebtesten Wohnviertel nicht nur der Augsburger Mittelschicht entwickelt. Auch Künstler und Studenten zieht es zunehmend in die geräumigen und hellen Wohnungen der stattlichen Gründerzeitgebäude. Vergleichsweise niedrige Mietpreise, die angenehme Ruhe bei gleichzeitiger Nähe zu Stadtzentrum und Hauptbahnhof machen das Viertel insbesondere für Pendler in die Landeshauptstadt München interessant.
Erwähnenswert am Bismarckviertel ist unter anderem auch, dass, obwohl es nur eine Straßenbahnhaltestelle vom Königsplatz entfernt ist, alles für das tägliche Leben direkt im Viertel gekauft werden kann.
In einem Park an der Stettenstraße errichtete im Jahr 1973 die IHK Schwaben mit ihrer repräsentativen Zentrale einen der wenigen Neubauten des Bismarckviertels. Dort befand sich von 1993 bis 2013 auch das Lettl-Atrium, ein Museum mit Werken des surrealistischen Augsburger Künstlers Wolfgang Lettl.